# Smrdan vára
Smrdan vára (horvátul: Smrdan grad), várrom Horvátországban, a Slivno közelében fekvő Klek határában.

## Fekvése
A falu felett északra, a Neretva völgyét a Dubrovniki tengermellékkel összekötő régi út mentén található.

## Története
A település már 1490 előtt török uralom alá került, a törökök a Klek nevű magaslaton felépítették Kulina várát. A török uralom több mint kétszáz évig tartott,  a velenceiek 1689-ben foglalták el a várat, melyet rögtön meg is erősítettek. 1691-ben Kulina új nevet kapott. A Smrdan nevet azért adták neki, mert 1691-ben a Vule Nonković vezette velencei sereg itt mért nagy vereséget a törökre. A rengeteg temetetlen emberi és lótetem olyan elviselhetetlen bűzt árasztott, hogy a nép a várat átkeresztelte smrdanra, azaz büdösre. A 18. században a falakon belül egyhajós templom épült Szent Rókus tiszteletére, melyet később a Nagyboldogasszony tiszteletére szenteltek fel.

## A vár mai állapota
A vár háromszög alaprajzú, minden oldalon mintegy 50 méter hosszúságú falakkal. A délkeleti sarkon négyszögletes, az északkeletin pedig hengeres torony áll. A tornyok ma is több emelet magasságúak, a falak is helyenként emeletnyi magasságban állnak. a falakon belüli templom egyhajós épület, négyszögletes apszissal és a homlokzat feletti harangdúccal. 
A vár közelében régi, sírköves temetőt találtak. 

## Fordítás
Ez a szócikk részben vagy egészben  a   Smrdan grad című horvát Wikipédia-szócikk ezen változatának fordításán alapul.  Az eredeti cikk szerkesztőit annak laptörténete sorolja fel. Ez a jelzés csupán a megfogalmazás eredetét és a szerzői jogokat jelzi, nem szolgál a cikkben szereplő információk forrásmegjelöléseként.